# Aurskog
Aurskog är både en ort och ett geografiskt område i den norra delen av Aurskog-Hølands kommun i Akershus fylke i sydöstra Norge. Aurskog-området består av orterna Aurskog, Aursmoen, Finstadbru, Lierfoss och Korsmo. Ortena Aurskog och Aursmoen har i dag mer eller mindre växt ihop och räknas tillsammans som en tätort med namnet Aursmoen. Handelscentrum, skolor och idrottsanläggningar finns idag i Aursmoen.

## Historia
Aurskog var tidigare en självständig kommun, Aurskogs kommun, upprättad som "Aurskog formannskapsdistrikt" 1837. Kommunen delades 1 juli 1919 då Blaker skildes ut som en egen kommun. Aurskog hade 3 102 invånare efter delningen. 1 januari 1966 blev Aurskogs kommun en del av dagens Aurskog-Hølands kommun som också består av de tidigare kommunerna Nordre Høland, Søndre Høland och Setskog.
Aurskog skrevs tidigare (före 1918) Urskog. 

## Ekonomi
Aursmoen är handelsområdet och har förutom två små butikcentra ett antal butiker av olika slag. Under senare år (2004) har många reagerat på att orten, som har ca. 5 000 invånare, har hela tre dagligvarubutiker.
Aurskog har en golfbana (öppnad 2005), Aurskog Golfpark AFGK.
Kända företag i området är tryckeriet PDC Tangen, Stenquist emballasje och Bakelittfabrikken som producerar träningsammunition. 1999 började Think Nordic AS serieproduktion av den elektriska bilen Think i Aurskog, men produktionen flyttade till Finland år 2009. Det är betydande näringsverksamhet på Finstadhagan näringsområde.

## Kända personer från Aurskog
- Stein Ove Berg, vissångare
- Lasse Ottesen, backhoppare
- Anette Tønsberg, skridskoåkare
- Johan Vaaler, uppfinnare
- Engebret Soot, kanalbyggare
- Benedicte Lindbeck, skådespelare